# Sally Floyd
Sally Floyd (... – Berkeley, 25 agosto 2019) è stata un'ingegnere e informatica statunitense creatrice di alcune soluzioni per prevenire la congestione nelle reti a commutazione di pacchetto divenute standard de facto di Internet attraverso la scrittura di trentotto RFC.

## Biografia
Ha conseguito una laurea in sociologia all'Università della California - Berkeley nel 1971 con seconda specializzazione in matematica. Grazie agli studi di elettronica al college, ha lavorato per otto anni come ingegnere informatico per i computer che gestiscono i treni BART. Ritornata alla Berkeley nel 1984, ha ottenuto un master in informatica nel 1987 e un dottorato di ricerca nel campo della teoria dell'apprendimento computazionale nel 1989. Per nove anni, da maggio 1990 a febbraio 1999, ha lavorato presso il Network Research Group del Lawrence Berkeley National Laboratory (LBNL) a Berkeley. Insieme a Vern Paxson, Scott Shenker e Mark Handley ha fondato il AT&T Center for Internet Research (ACIRI), un centro AT&T per la ricerca Internet presso l'International Computer Science Institute (ICSI) dove è rimasta dal 1999 al 2001.
È conosciuta maggiormente nel campo del controllo della congestione nell'ambito delle reti di telecomunicazioni, come l'inventrice insieme a Van Jacobson nei primi anni ottanta dello schema di gestione attiva delle code random early detection ("RED"), che ha messo le basi dell'active queue management (AQM). Il meccanismo ideato da Floyd e Van Jacobson si basa su una segnalazione esplicita della congestione attraverso l'eliminazione casuale, da parte di un nodo intermedio che sperimenti un traffico eccessivo, di una quantità pacchetti proporzionale all'eccesso di carico, innescando i meccanismi di congestion control di TCP. Tale meccanismo non necessita di modifiche software presso il nodo sorgente risultando di facile adozione. Il RED è stato successivamente perfezionato dagli autori attraverso l'ECN, meccanismo che fa sì che la cancellazione dei pacchetti sia solo "virtuale" e non comporti quindi la cancellazione di pacchetti correttamente ricevuti.
Floyd ha ideato, inoltre, il metodo ormai comune di aggiungere packet delay variation (PDV) ai timer dei messaggi per evitare la sincronizzazione. Nel 1997, insieme a Vern Paxson ha identificato la mancanza di conoscenza della topologia della rete come il principale ostacolo alla comprensione del modo nel quale funziona Internet nell'articolo Perché non sappiamo come simulare Internet, premiato col William R. Bennett Paper Award della IEEE. Floyd è anche coautrice degli standard per TCP Selective acknowledgement (SACK), explicit congestion notification (ECN), datagram congestion control protocol (DCCP) e TCP-friendly rate control (TFRC). 
Ha ricevuto l'IEEE Internet Award nel 2005 e l'ACM SIGCOMM Award nel 2007 per i suoi contributi al controllo della congestione. È stata coinvolta nell'Advisory Board di Internet ed è uno dei dieci ricercatori più citati nel campo dell'informatica.
Nel gennaio del 2007 le viene diagnosticata la sclerosi multipla, ritirandosi nel 2009.

## Pubblicazioni (selezione)
- Sally Floyd, Andrés Arcia-Moret, David Ros e Janardhan Iyengar, Adding Acknowledgement Congestion Control to TCP, Inderscience, 2010.[10]
- S. Floyd, RFC 2914: Congestion Control Principles, University of California, Berkeley, 2010.[11][12]
- Eddie Kohler e Sally Floyd, Faster Restart for TCP Friendly Rate Control (TFRC), The Internet Society, 2009.[13]
- T. Henderson, Y. Nishida, Andrei Gurtov e S Floyd, The New Reno Modification to TCP’s Fast Recovery Algorithm, The Internet Society, 2004.[14]
- S Floyd e V. Paxson, Why We Don't Know How to Simulate the Internet, IEEE/ACM Transactions on Networking, 1997., presentata alla Winter Simulation Conference del 1997. Riscritta come "Difficulties in Simulating the Internet", ha vinto il Communications Society William R. Bennett Prize Paper Award, 2001[14][15].
- Mark Handley, Sally Floyd e Jitendra Padhye, TCP Congestion Window Validation, 2000.[10]
- M Mathis, J Mahdavi e S Floyd, A Romanow, TCP Selective Acknowledgement Options, 1996.
- V Paxson e S Floyd, Wide Area Traffic: The Failure of Poisson Modeling, IEEE/ACM Transactions on Networking, 1995.
- S Floyd e V Jacobson, Random Early Detection Gateways for Congestion Avoidance, IEEE/ACM Transactions on Networking, 1993.
- S Floyd e K Fall, Promoting the Use of End-to-End Congestion Control in the Internet, IEEE/ACM Transactions on Networking, 1993.

## Premi
- 2007 - SIGCOMM Award da parte del gruppo di interesse speciale ACM sulla comunicazione dei dati. Riconosciuto come il premio più prestigioso per uno scienziato in reti informatiche[16].
- Il premio della IEEE Communication Society's William R. Bennett Prize Paper Award per "Difficoltà nella simulazione di Internet", di Floyd e Vern Paxson[8].